# Wild Peach Village (Teksas)
Wild Peach Village je naseljeno mjesto za statističke potrebe u američkoj saveznoj državi Teksas. Prema popisu stanovništva iz 2010. u njemu je živjelo 2.452 stanovnika.